# Otton Jarzyna
Otton Jarzyna (ur. 25 października 1901 w Jastrzębiu Dolnym, zm. 8 sierpnia 1969 w Katowicach) – żołnierz, powstaniec śląski, działacz komunistyczny.

## Życiorys
Urodził się w Jastrzębiu Dolnym, wsi położonej na ziemi wodzisławskiej w ówczesnym powiecie rybnickim. Skończył szkołę podstawową i od 1915 był górnikiem w kopalni w Radlinie. W 1919 wstąpił do Związku Spartakusa, w sierpniu 1919 walczył w I powstaniu śląskim, w grudniu 1919 powołany do WP, służył w 167 pułku strzelców bytomskich w Koniecpolu. Zdemobilizowany, brał udział w przygotowaniach do III powstania śląskiego jako kurier do specjalnych zleceń i dowódca oddziału powstańczego w Jastrzębiu. Od lipca 1921 ponownie pracował w kopalni, w 1923 zredukowany, wyjechał do Francji, gdzie również pracował w górnictwie. W 1924 wstąpił do polskiej sekcji FPK i do CGTU (późniejszego CGT), brał aktywny udział w strajkach. X 1936 wyjechał do Hiszpanii i wstąpił do Brygady im. J. Dąbrowskiego. Walczył w wojnie domowej w Hiszpanii, przeszedł cały szlak bojowy batalionu im. Dąbrowskiego jako kapral, sierżant w końcu porucznik, był trzy razy ranny. Wstąpił do KPH. Od VI 1937 dowódca sekcji w drugiej kompanii batalionu im. Dąbrowskiego, później dowódca tej kompanii. Po rozbiciu Brygad Międzynarodowych 9 II 1939 przekroczył granicę z Francją i został internowany w Argeles i Gurs, a potem w obozie Djelfa w Algierii. Po zajęciu Algierii przez wojska alianckie w 1943 wstąpił do armii brytyjskiej i służył w formacji saperów, w 1946 zdemobilizowany we Włoszech. VI 1946 wrócił do kraju i został naczelnikiem więzienia w Barczewie, potem dowódcą Ośrodka Pracy Więźniów przy kopalni "Klimontów" koło Sosnowca. X 1952 - VI 1953 zastępca komendanta Straży Przemysłowej kopalni Niwka-Modrzejów, później był maszynistą dołowym w kopalni "Kazimierz-Juliusz". Od kwietnia 1958 na rencie dla zasłużonych. Był odznaczony m.in. Śląskim Krzyżem Powstańczym, Krzyżem Komandorskim Orderu Odrodzenia Polski i medalami brytyjskimi.